# Helmut Müller-Lankow
Helmut Müller-Lankow (* 19. April 1928 in Weimar; † 8. März 2006 in Berlin) war ein deutscher Schauspieler und Sprecher.

## Leben
Helmut Müller-Lankow lernte den Beruf des Schauspielers am Weimarer Theaterinstitut (1951–1954) und gab 1953 in Erfurt sein Bühnendebüt. Es folgten zahlreiche Theaterauftritte, bevor er 1956 einen festen Platz im Ensemble des Maxim-Gorki-Theaters fand. Über dreißig Jahre lang spielte er auf dieser Berliner Bühne und wurde dadurch als Charakterdarsteller in der gesamten DDR bekannt.
Daneben übernahm Müller-Lankow auch etliche Rollen in Film und Fernsehen. Er spielte im NS-Drama KLK an PTX – Die Rote Kapelle, im Märchenfilm Die zertanzten Schuhe, im Familiendrama Engel mit einem Flügel sowie in verschiedenen Fernsehreihen wie Polizeiruf 110 und Der Staatsanwalt hat das Wort.
Außerdem war Müller-Lankow auch als Sprecher aktiv und lieh seine dunkle und raue Stimme Hörspielproduktionen wie Das Katzenhaus, Der Wolf und Rotkäppchen in der Stadt, König Drosselbart, Fortunas Glückssäckel, Die Ballade vom Lederstrumpf und Der Traumzauberbaum (in der Titelrolle).
Darüber hinaus arbeitete er umfangreich in der Synchronisation von ausländischen Filmen und synchronisierte für die DEFA u. a. Philippe Noiret (Alexandre, der glückselige Träumer), den Woiwoden aus der sowjetischen Märchenverfilmung Finist, heller Falke (1975), Jean Marais (Familienbande) und Peter Butterworth (Bless this House). Besondere Popularität erreichte er als Sprecher von Kjeld (Poul Bundgaard) in Die Olsenbande fährt nach Jütland, dem dritten Film um das erfolglose dänische Ganoventrio. Bereits im zweiten Film, Die Olsenbande in der Klemme, hatte er mit dem Dynamit-Harry (Preben Kaas) eine andere tragende Rolle gesprochen. Auch nach der Wiedervereinigung blieb Müller-Lankow als Synchronsprecher aktiv, u. a. als Dr. med. Marcus Welby (Robert Young) in späteren Folgen der gleichnamigen Serie. Er sprach auch in der ungarischen Zeichentrickserie Heißer Draht ins Jenseits die Rolle des Familienvaters Geza.
1960 heiratete Helmut Müller-Lankow die Autorin Anne Dessau, mit der er bis zu seinem Tode verheiratet blieb. Vor seiner fast 46-jährigen Ehe mit Anne Dessau war er schon zweimal verheiratet. Aus diesen Ehen gingen zwei Töchter hervor. Am 8. März 2006 starb er an einem schweren Lungenemphysem.
Helmut Müller-Lankow war auch bei Bibi und Tina, Das sprechende Pferd in der Rolle des Trödelmarktsbesitzers zu hören.

## Filmografie (Auswahl)
- 1957: Rose Bernd
- 1964: Der Stammgast
- 1966: Die Jagdgesellschaft (Fernsehfilm)
- 1968: Tage im Januar (Fernsehfilm)
- 1971: Anflug Alpha 1
- 1971: KLK an PTX – Die Rote Kapelle
- 1972: Trotz alledem!
- 1972: Bettina von Arnim (zweiteiliges Fernsehspiel)
- 1972: Die Bilder des Zeugen Schattmann (Fernseh-Vierteiler)
- 1974: Die Frauen der Wardins (Fernseh-Dreiteiler)
- 1975: Polizeiruf 110: Die Rechnung geht nicht auf (Fernsehreihe)
- 1977: Die zertanzten Schuhe
- 1977: Polizeiruf 110: Kollision (Fernsehreihe)
- 1977: Polizeiruf 110: Alibi für eine Nacht (Fernsehreihe)
- 1977: Zweite Liebe – ehrenamtlich (Fernsehfilm)
- 1980: Unser Mann ist König (Fernsehserie)
- 1980: Ungewöhnliche Entscheidung (Fernsehfilm)
- 1981: Verflucht und geliebt (Fernsehen, 5 Teile)
- 1987: Kindheit
- 1990: Polizeiruf 110: Falscher Jasmin (Fernsehreihe)
- 1991: Engel mit einem Flügel
- 1991: Polizeiruf 110: Big Band Time (Fernsehreihe)

## Theater (Auswahl)
Städtische Bühnen Erfurt
- 1953: Tirso de Molina: Die fromme Marta (erster Häscher) – Regie: Johann Schmidt
- 1953: Friedrich Schiller: Wilhelm Tell (Wilhelm Tell) – Regie: Willy Semmelrogge
- 1953: Maxim Gorki: Die Feinde (Grekow, Arbeiter) – Regie: Hans Dieter Mäde
- 1954: Jean Baptiste Molière: Tartuffe (Valère, Mariannes Geliebter) – Regie: Helfried Schöbel
- 1954: Friedrich Hebbel: Der Rubin (Gefangener Babeck) – Regie: Hans Dieter Mäde
- 1954: unbekannter Autor: Die Hammelkomödie (Büttel) – Regie: Willy Semmelrogge
- 1954: Miguel Cervantes: Das wundertätige Puppentheater (Quartiermeister) – Regie: Willy Semmelrogge
- 1954: William Shakespeare: Viel Lärm um nichts (junger Edelmann aus Padua) – Regie: Fritz Wendel
- 1955: Friedrich Gentz: Liebe ist nicht immer blind (Robert de la Force) – Regie: Eugen Schaub
- 1955: Friedrich Hebbel: Maria Magdalena (Karl, Sohn des Meister Anton) – Regie: Hans Dieter Mäde
- 1955: Julius Hay: Haben (Korporal Ballo Dani) – Regie: Fritz Wendel
- 1955: Friedrich Schiller: Die Räuber (Karl Moor) – Regie: Hans Dieter Mäde
- 1955: Heinar Kipphardt: Shakespeare dringend gesucht (Raban, Autor) – Regie: Karlheinz Carpentier
- 1955: William Shakespeare: Komödie der Irrungen (Hauptmann von Syrakus) – Regie: Hans Dieter Mäde
- 1955: Juri Burjakowski: Julius Fucik (Julius Fučík) – Regie: Hans Dieter Mäde
- 1955: Friedrich Schiller: Wallenstein, Wallensteins Lager (Kürassier) – Regie: Eugen Schaub
- 1956: Bertolt Brecht: Der Kaukasische Kreidekreis (Azdak) – Regie: Eugen Schaub

Maxim-Gorki-Theater Berlin
- 1957: Leonid Rachmanow: Stürmischer Lebensabend (Botscharow) – Regie: Werner Schulz-Wittan
- 1958: Heiner Müller / Inge Müller: Der Lohndrücker – Regie: Hans Dieter Mäde
- 1958: Heiner Müller / Inge Müller: Die Korrektur – Regie: Hans Dieter Mäde
- 1959: Maxim Gorki: Feinde (Revolutionär Ssinzow) – Regie: Hans Dieter Mäde
- 1959: Walentin Katajew: Zeit voraus (Chamunow) – Regie: Horst Schönemann
- 1960: Friedrich Schiller: Die Räuber (Franz) – Regie: Maxim Vallentin / Hans Dieter Mäde
- 1961: Ewan MacColl: Unternehmen Ölzweig – Regie: Horst Schönemann
- 1961: Maxim Gorki: Nachtasyl  (Schauspieler) – Regie: Maxim Vallentin
- 1961: Ewan MacColl: Rummelplatz (Turk) – Regie: Hans Dieter Mäde
- 1963: Lorraine Hansberry: Eine Rosine in der Sonne (Walter Lee) – Regie: Hans Dieter Mäde
- 1964: Claus Hammel: Frau Jenny Treibel – Regie: Horst Schönemann
- 1965: Slátan Dudow: Der Feigling (Sprachforscher Platke und drei weitere Rollen) – Regie: Dieter Kolditz
- 1968: Luigi Pirandello: Liolà (Liolà) – Regie: Hans-Georg Simmgen
- 1968: Seán O’Casey: Der Stern wird rot – Regie: Kurt Veth
- 1969: Michail Schatrow: Bolschewiki (Volkskommissar) – Regie: Fritz Bornemann
- 1970: Ernst Ottwalt: Kalifornische Ballade (mehrere Rollen) – Regie: Fritz Bornemann
- 1970: Klaus Wolf: Lagerfeuer (Professor) – Regie: Achim Hübner / Fritz Bornemann
- 1972: Gotthold Ephraim Lessing: Minna von Barnhelm (Wirt) – Regie: Albert Hetterle
- 1977: Rudi Strahl: Arno Prinz von Wolkenstein oder Kader entscheiden alles (Vorgesetzter) – Regie: Karl Gassauer

Volksbühne Berlin
- 1964: Robert Planchon nach Alexandre Dumas der Ältere: Die drei Musketiere (Musketier) – Regie: Rudolf Vedral

## Hörspiele
- 1957: Fritz Gay: Sein letztes Gespräch (Vincent van Gogh) – Regie: Peter Brang (Rundfunk der DDR)
- 1959: Vasco Pratolini / Giandomenico Giagni: Ein Sonntag wie jeder andere – Regie: Theodor Popp (Rundfunk der DDR)
- 1959: Rolf H. Czayka: Der Wolf von Benedetto (Salvatore Carnevale) – Regie: Wolfgang Brunecker (Hörspiel – Rundfunk der DDR)
- 1960: Rolf Schneider: Der dritte Kreuzzug oder Die wundersame Geschichte des Ritters Kunifried von Raupenbiel und seine Aventiuren – Regie: Wolfgang Brunecker (Hörspiel – Rundfunk der DDR)
- 1960: Joachim Goll: Ein Arzt unterwegs (Wolters, Aufbauleiter) – Regie: Helmut Hellstorff (Hörspiel – Rundfunk der DDR)
- 1960: Wolfgang Beck / Walter Karl Schweickert: Erich währt am längsten (Beckert) – Regie: Wolfgang Brunecker (Hörspiel – Rundfunk der DDR)
- 1961: Clifford Odets: Wo ist Lefty (Joe) – Regie: Fritz-Ernst Fechner (Hörspiel – Rundfunk der DDR)
- 1961: Alfred Matusche: Unrast (Hennig) – Regie: Wolfgang Schonendorf (Hörspiel – Rundfunk der DDR)
- 1961: Bernhard Seeger: Unterm Wind der Jahre (Arbeiter) – Regie: Theodor Popp (Hörspiel – Rundfunk der DDR)
- 1961: Klaus Glowalla: Mordprozeß Consolini – Regie: Fritz-Ernst Fechner (Hörspiel – Rundfunk der DDR)
- 1961: Ľudovít Filan: Und es werde Licht … (Blazej Matula) – Regie: Hans Knötzsch (Hörspiel (2. Preis im internationalen Hörspielwettbewerb) – Rundfunk der DDR)
- 1961: Alfred Matusche: Unrast (Hennig) – Regie: Wolfgang Schonendorf (Hörspiel – Rundfunk der DDR)
- 1962: Gerhard Stübe: Das Südpoldenkmal (Amundsen) – Regie: Fritz Göhler (Hörspiel – Rundfunk der DDR)
- 1962: Rolf Schneider: 25. November. New York (Joe) – Regie: Helmut Hellstorff (Hörspiel – Rundfunk der DDR)
- 1962: Max Messer: Der Tod ist kein Geschäft – Regie: Hans Knötzsch (Rundfunk der DDR)
- 1962: Nakamura Schinkichi: Die Spieluhr (Dieb) – Regie: Helmut Molegg (Rundfunk der DDR)
- 1963: Bernhard Seeger: Rauhreif – Regie: Theodor Popp (Rundfunk der DDR)
- 1963: Manfred Bieler: Nachtwache – Regie: Helmut Hellstorff (Rundfunk der DDR)
- 1963: Thorbjørn Egner: Annette und die wilden Räuber (Cäsar) – Regie: Fritz Göhler (Kinderhörspiel – Rundfunk der DDR)
- 1964: Ernst Röhl (Nach Johann Peter Hebel): Zundelfrieders Abenteuer – Regie: Maritta Hübner (Kinderhörspiel – Rundfunk der DDR)
- 1964: Martine Monod: Normandie-Njemen – Bearbeitung und Regie: Fritz Göhler (Kinderhörspiel – Rundfunk der DDR)
- 1964: Fred von Hoerschelmann: Die Saline – Regie: Helmut Hellstorff (Hörspiel – Rundfunk der DDR)
- 1966: Hans Pfeiffer: Die neuesten Abenteuer des Detektiv Dick – Der große, große Schlaf (Big Bob) – Regie: Ingeborg Milster (Kinderhörspiel – Rundfunk der DDR)
- 1967: Leonid Leonow: Professor Skutarewski (Tscherimow) – Regie: Helmut Hellstorff (Hörspiel – Rundfunk der DDR)
- 1967: Joachim Goll: Bankivahühner (Draganow) – Regie: Werner Grunow (Hörspiel-Schwank – Rundfunk der DDR)
- 1970: Michail Schatrow: Der sechste Juli (Podwoiski) – Regie: Helmut Hellstorff (Hörspiel – Rundfunk der DDR)
- 1970: Bodo Schulenburg: Der Nachtigallenstern – Regie: Christa Kowalski (Kinderhörspiel – Rundfunk der DDR)
- 1971: Boris Djacenko: Der Physiker und die Nixe (Puchta) – Regie: Werner Grunow (Hörspiel – Rundfunk der DDR)
- 1971: Bruno Gluchowski: Stahl von der Ruhr (Boss) – Regie: Helmut Hellstorff (Hörspiel nach „Blutiger Stahl“ (3 Teile) – Rundfunk der DDR)
- 1972: Rudolf Bartsch: Der geschenkte Mörder – Regie: Fritz-Ernst Fechner (Kriminalhörspiel – Rundfunk der DDR)
- 1973: Lia Pirskawetz: Spinnen-Palaver (Stier) – Regie: Barbara Plensat (Hörspiel – Rundfunk der DDR)
- 1974: Rolf Gumlich: Krach in Dagenow (Daberstein) – Regie: Werner Grunow (Hörspiel – Rundfunk der DDR)
- 1974: Alexander Wolkow: Der Zauberer der Smaragdenstadt (Menschenfresser) – Regie: Maritta Hübner (Kinderhörspiel – Rundfunk der DDR)
- 1976: Heinrich von Kleist: Prinz Friedrich von Homburg (von der Golz) – Regie: Joachim Staritz (Hörspiel – Rundfunk der DDR)
- 1976: Rudolf Bartsch: Der geschenkte Mörder (Zinn) – Regie: Fritz-Ernst Fechner (Kriminalhörspiel (Teil 1) – Rundfunk der DDR)
- 1977: Samuil Marschak: Das Katzenhaus (Kater Wassja, Hausdiener) – Regie: Jürgen Schmidt (Kinderhörspiel – Litera)
- 1977: Jacob Grimm / Wilhelm Grimm: Märchen der Gebrüder Grimm – Der Wolf und die sieben Geißlein (Wolf) – Regie: Heiner Möbius (Kinderhörspiel – Litera)
- 1977: Jacob Grimm / Wilhelm Grimm: Märchen der Gebrüder Grimm – Dornröschen (Der Alte) – Regie: Heiner Möbius (Kinderhörspiel – Litera)
- 1978: Karl-Heinz Tesch: Der schreckliche Gott – Regie: Fritz-Ernst Fechner (Kriminalhörspiel – Rundfunk der DDR)
- 1979: Brüder Grimm: König Drosselbart (Fürst) – Regie: Heiner Möbius (Kinderhörspiel – Litera)
- 1980: Georg Büchner: Dantons Tod (Barére) – Regie: Joachim Staritz (Hörspiel – Rundfunk der DDR)
- 1980: Michail Bulgakow: Die Kabale der Scheinheiligen (Bouton) – Regie: Werner Grunow (Hörspiel – Rundfunk der DDR)
- 1980: Friedrich Schiller: Maria Stuart (Paulet) – Regie: Werner Grunow (Hörspiel – Rundfunk der DDR)
- 1980: Volksbuch: Fortunatus’ Glückssäckel oder die Kunst, reich zu sein (Waldgraf) – Regie: Andreas Scheinert (Hörspiel – Litera)
- 1981: Peter Brasch: Der Wolf und Rotkäppchen in der Stadt (Wolf) – Regie: Joachim Siebenschuh (Kinderhörspiel – Litera)
- 1981: Ingeborg Feustel: Das Märchen von der Maus mit der Grashalmflöte und andere Geschichten für Kinder (1. Fuchs, Schneemann) – Regie: Albrecht Surkau (Kinderhörspiel – Litera)
- 1983: Sándor Sáfár/Zoltán Jékely: Vom bärenstarken Moga (Bauer) – Regie: Andreas Scheinert (Kinderhörspiel – Litera)
- 1986: Aleksandar Obrenović: Der süße Duft der Erneuerung (Dusan) – Regie: Aleksandar Obrenović (Hörspiel – Rundfunk der DDR)
- 1986: Klaus Rohleder: Tautropfen und Kaninchen (Ausrufer) – Regie: Flora Hoffmann (Kinderhörspiel – Rundfunk der DDR)
- 1986: Theodor Storm: Die Regentrude (Wiesenbauer) – Regie: Jürgen Schmidt (Kinderhörspiel – Litera)
- 1988: Christoph Wielepp: Der Klipperbixstein (Pfeffersack) – Regie: Manfred Täubert (Kinderhörspiel/Kurzhörspiel – Rundfunk der DDR)
- 1988: Stephan Göritz: Schluß der Vorstellung (Clérault) – Regie: Bert Bredemeyer (Kriminalhörspiel – Rundfunk der DDR)
- 1988: Hans Christian Andersen: Die kleine Seejungfrau (Landkönig) – Regie: Werner Buhss (Kinderhörspiel – Litera)
- 1990: Dylan Thomas: Unter dem Milchwald – Regie: Fritz Göhler (Original-Hörspiel – Rundfunk der DDR)
- 1990: Lewis Carroll: Alice im Wunderland (Raupe) – Regie: Dieter Wardetzky (Kinderhörspiel – Litera)
- 1994: Ulli Herzog: Benjamin Blümchen und die Zirkuslöwen – Regie: Uli Herzog (Kinderhörspiel – Kiddinx-Studios)[1]

## Synchronrollen (Auswahl)
- 1957: Slobodan Perovic als Emil in Bahnraub in Belgrad
- 1958: Djin Li als Örl Huo in Es kommt die Stunde
- 1961: Dirch Passer als Maler in Verliebt in Kopenhagen
- 1964: Josef Hlinomaz als Grimpo in Limonaden-Joe
- 1966: Robert Shaw als Ginger in Das Glück des Ginger Coffey
- 1967: Josef Hlinomaz als Congr in Komödiantenwagen
- 1969: Preben Kaas als Harry Frandsen in Die Olsenbande in der Klemme
- 1971: Poul Bundgaard als Kjeld Jensen in Die Olsenbande fährt nach Jütland
- 1986: Milos Kopecký in Eine zauberhafte Erbschaft
- 1987: Luděk Kopřiva als Pysvejc in Prinzessin Julia